# Fort Jesus

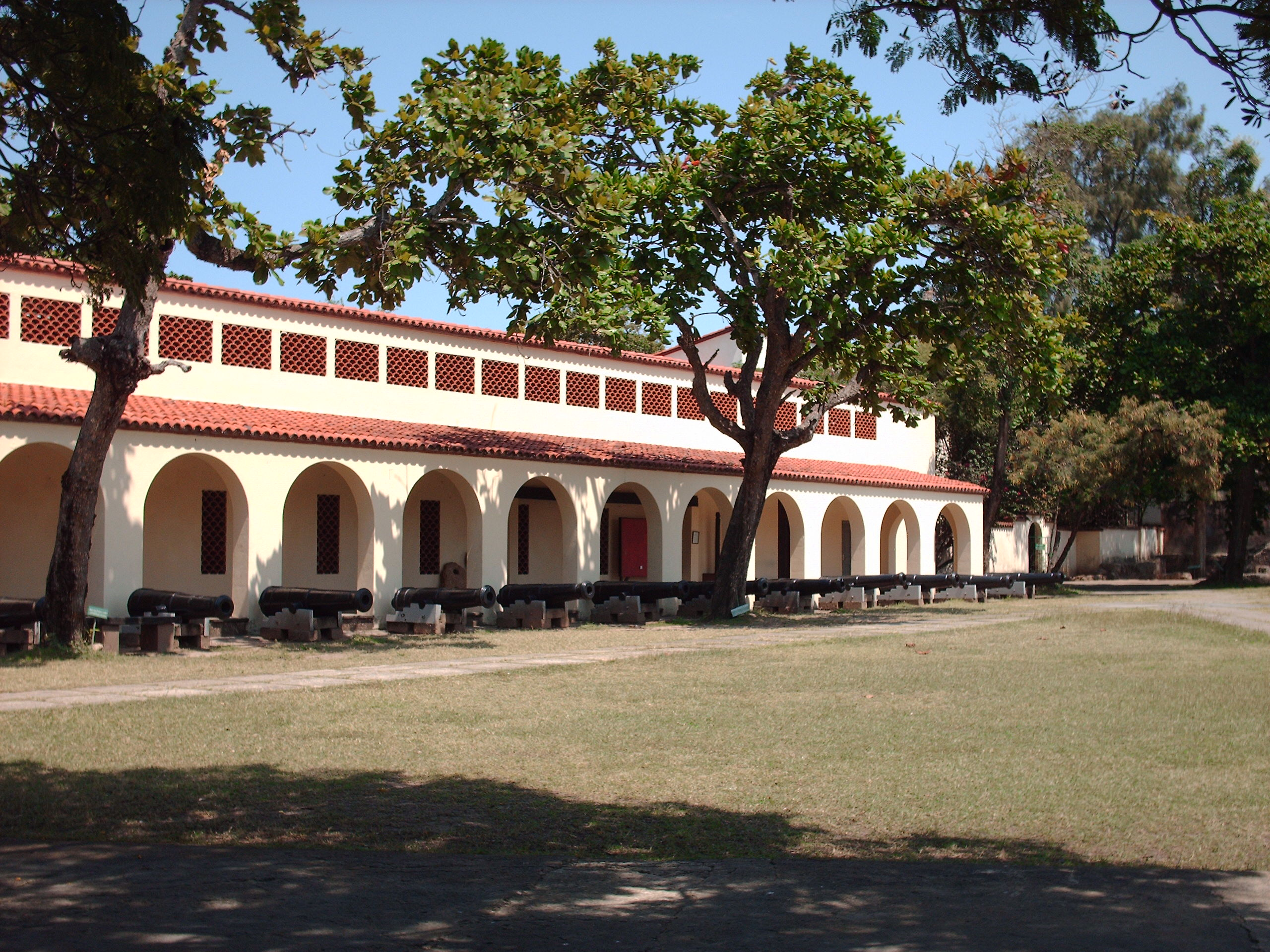
Byggnader inne i fortet

Fort Jesus är en fästning på den kenyanska ön Mombasa byggt 1593. Fästningen anlades på kung Filip I av Portugal - Filip II av Spaniens order i hans egenskap av regent över både Portugal och Spanien. Fortet anlades för att skydda hamnen i staden Mombasa.  Sett uppifrån har fästningen formen av en man.
Fästningen kan ha döpts till  Jesus efter shejk Isa Bin Tarif av Bahrein  som erövrat det 1837. Isa Bin Tarif ledde anfallet som en del av stödet till sultanen Sayyid Bin Sultan av Oman som gjorde anspråk på området. "Isa" är arabiska för Jesus. Det döptes dock till "Fortaleza de Jesus de Mombaça" redan av portugiserna 1593.

## Historia
Fortet, som uppfördes 1593-1596, ritades av den italienska arkitekten Jao Batisto Cairati, som var chefsarkitekt för Portugals besittningar i Öst.  Idag är fästningen ett av de mest utsökta exemplen på 1500-talets portugisiska militärarkitektur, som har påverkats och ändrats av såväl Oman-araber som britterna. Fortet blev en avgörande besittning för den som ville ta kontrollen över ön Mombasa eller de omgivande områdena. Mellan 1631 och 1875 vanns och förlorades fortet nio gånger av länderna som slogs om kontrollen över Mombasa.  När britterna slutligen tagit kontrollen och koloniserat Kenya användes fortet som fängelse, fram till 1958, då det förklarades vara ett historiskt minnesmärke. Historikern och arkeologen James Kirkman fick därefter uppdraget att utforska byggnaden vilket han gjorde mellan 1958 och 1971.

## Förslag till världsarv
Fort Jesus blev 25 juni 1997 uppsatt på Kenyas förhandslista över planerade världsarvsnomineringar, den så kallade "tentativa listan". 27 juni 2011 fick slutligen anläggningen världsarvsstatus.

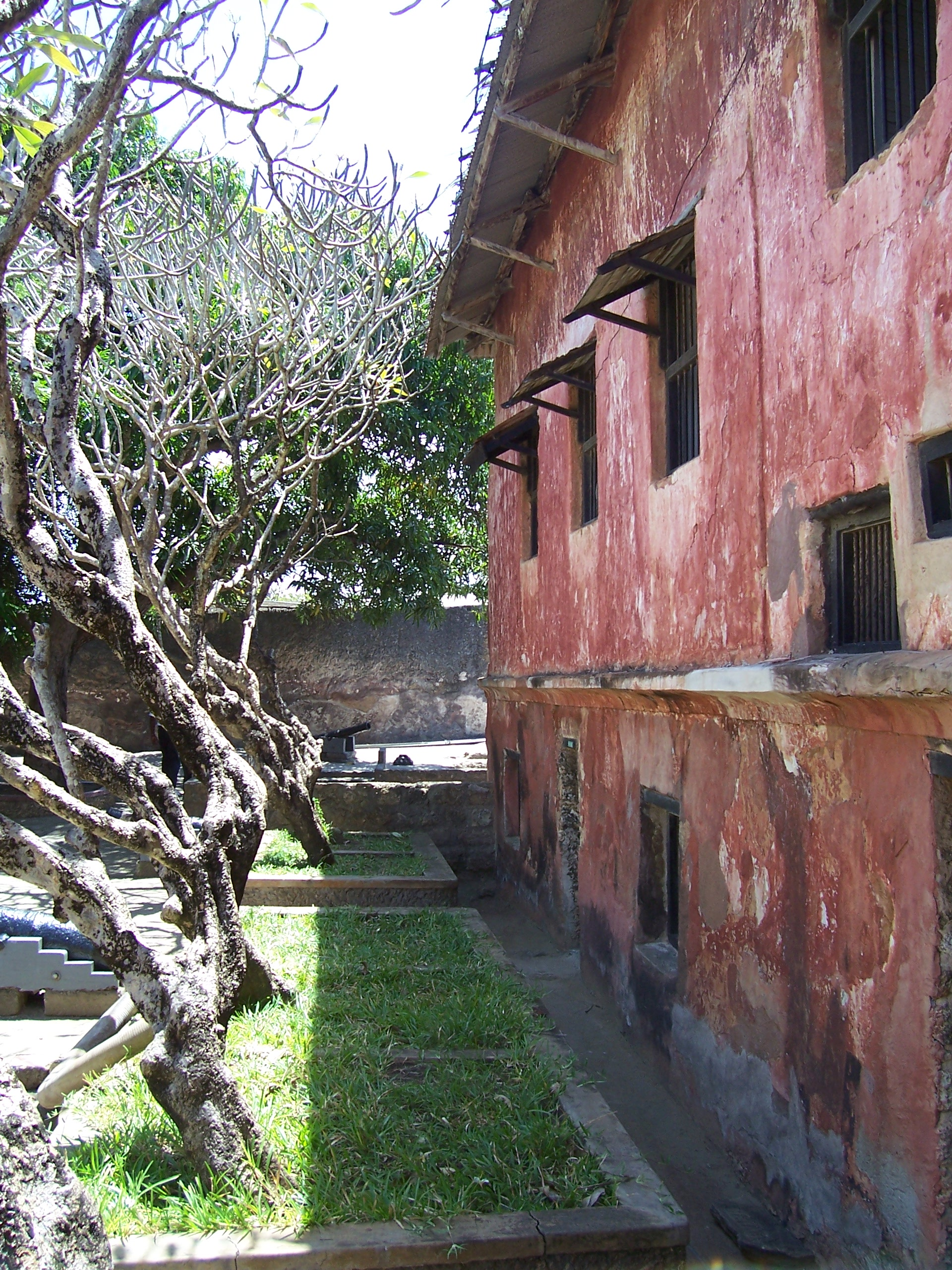
Fönster på de inre byggnaderna
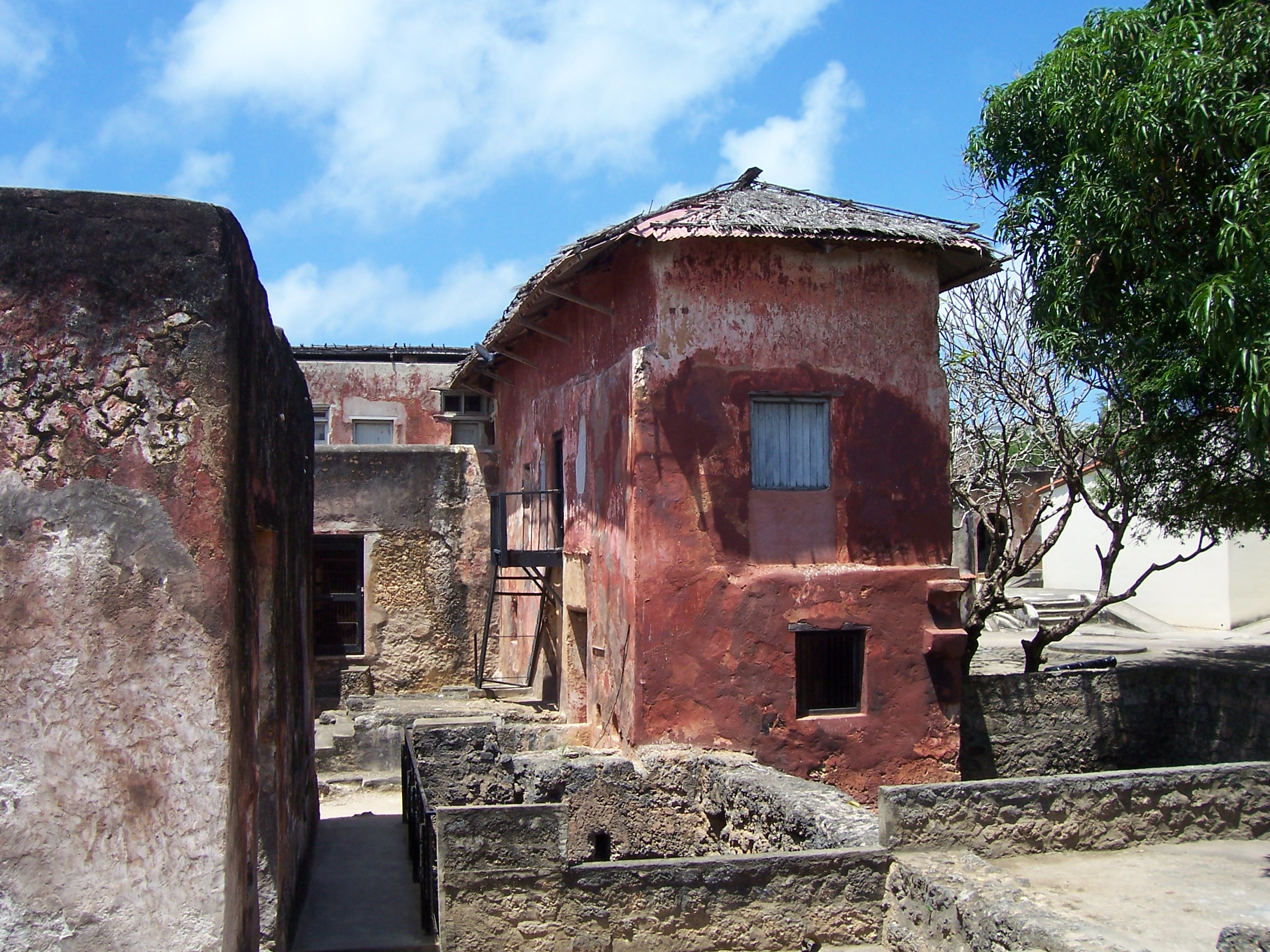
Fortet är medfaret men står kvar
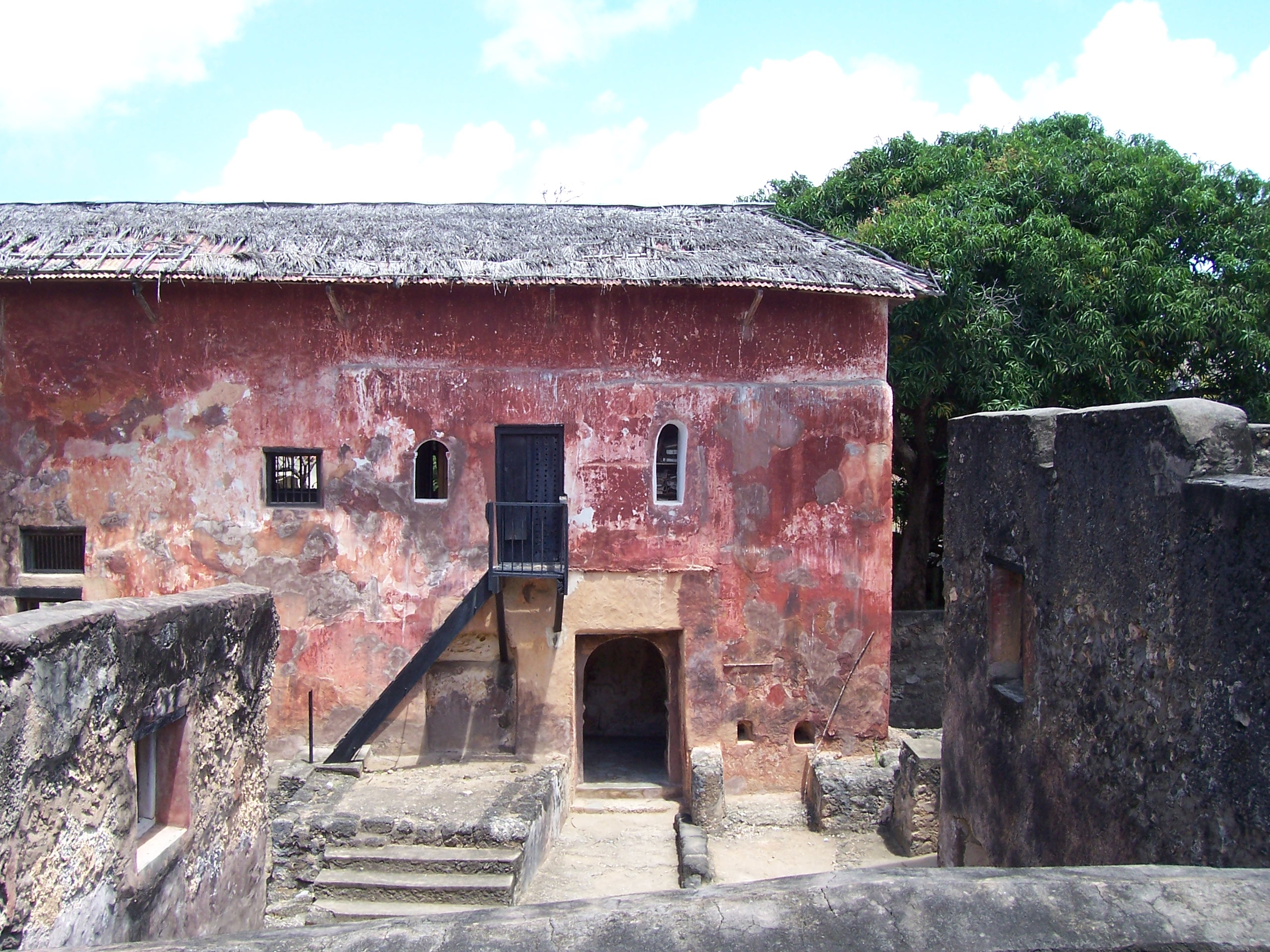
Tydlig påverkan av portugisisk arkitektur